# 山口県の観光地

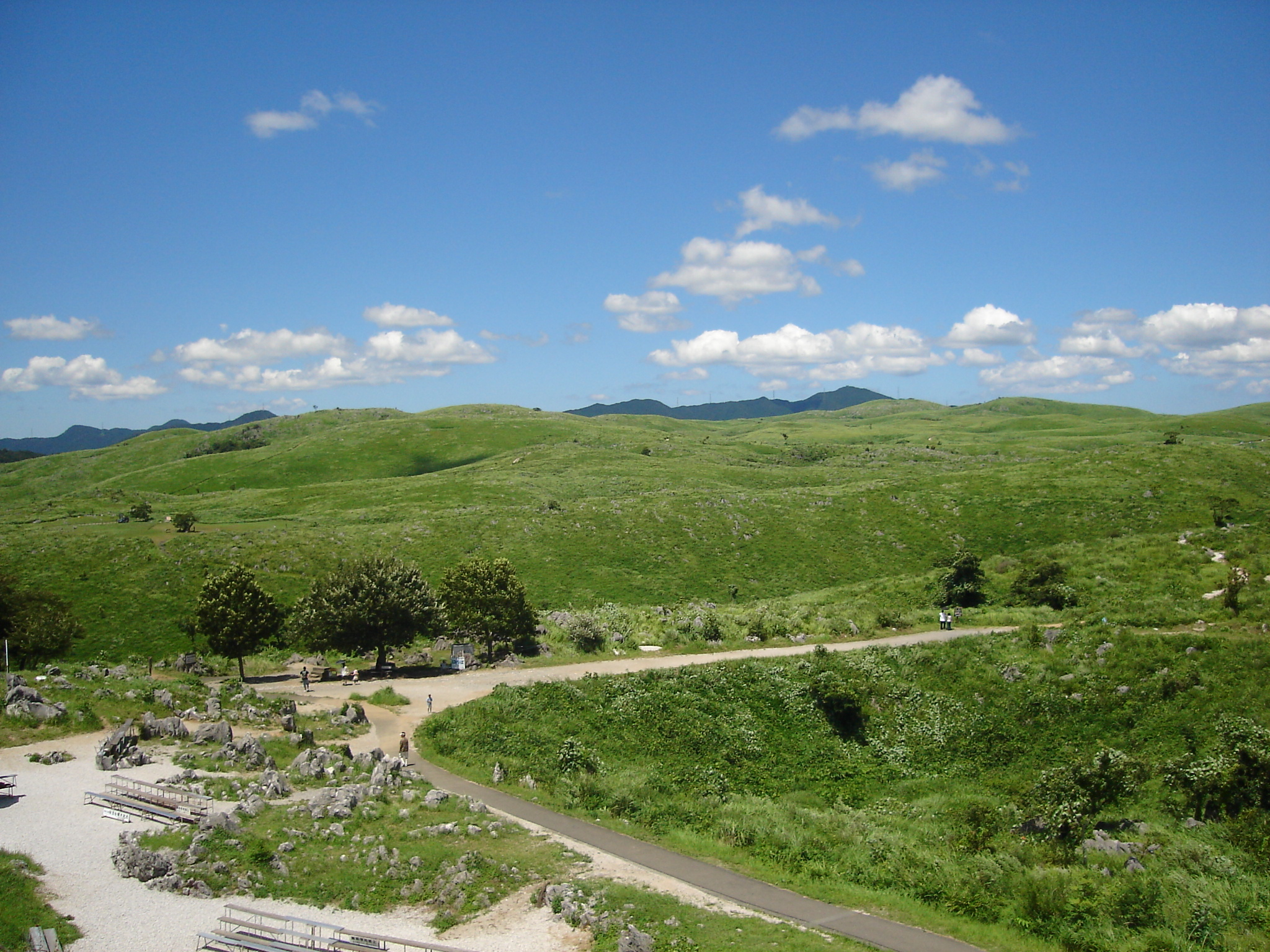
秋吉台

山口県の観光地（やまぐちけんのかんこうち）は、山口県内の主要な観光地に関する項目である。

## 対象別

### 文化財等

#### 世界遺産
- 明治日本の産業革命遺産 製鉄・製鋼、造船、石炭産業
  - 萩反射炉
  - 恵美須ヶ鼻造船所跡
  - 大板山たたら製鉄遺跡
  - 萩城下町
  - 松下村塾

- 萩反射炉
- 萩城下町
- 大板山たたら製鉄遺跡

#### 国宝建築
- 功山寺 - 仏殿（下関市）
- 住吉神社 - 本殿（下関市）
- 瑠璃光寺 - 五重塔（山口市）

- 功山寺仏殿
- 住吉神社本殿
- 瑠璃光寺五重塔

#### 国の名勝
- 錦帯橋[1]（岩国市）
- 狗留孫山（下関市）
- 宗隣寺庭園（宇部市）
- 常栄寺庭園（山口市）
- 常徳寺庭園（山口市）
- 須佐湾（萩市）
- 青海島（長門市）
- 石柱渓（下関市）
- 長門峡（山口市・萩市）
- 俵島（長門市）
- 毛利氏庭園（防府市）
- 龍宮の潮吹（長門市）

- 錦帯橋
- 青海島
- 長門峡
- 常栄寺庭園
- 須佐湾

#### 特別天然記念物
- 八代のツルおよびその渡来地
- 秋芳洞
- 秋吉台

#### 重要伝統的建造物群保存地区
- 堀内地区 （萩市）
- 平安古地区 （萩市）
- 古市金屋 （柳井市）
- 浜崎 （萩市）
- 佐々並市 （萩市）

- 平安古地区
- 浜崎
- 佐々並市
- 古市金屋

#### 重要文化財・史跡
- 重要文化財 周防国分寺金堂
- 重要文化財 山口県政資料館
- 重要文化財 旧下関英国領事館
- 国の史跡 松下村塾

#### 登録記念物
- 山水園庭園
- 松田屋ホテル庭園
- 常盤公園

- 常盤公園

#### 文化施設
博物館・美術館
水族館
- 下関市立しものせき水族館 海響館
- なぎさ水族館

- 山口情報芸術センター
- 山口県立萩美術館・浦上記念館
- 下関市立歴史博物館
- 中原中也記念館

### 公園等

#### 国立・国定・国営公園
- 国立公園
  - 瀬戸内海国立公園
- 国定公園
  - 秋吉台国定公園
  - 北長門海岸国定公園
  - 西中国山地国定公園

- 瀬戸内海国立公園（室積海岸）
- 北長門海岸国定公園（千畳敷）
- 秋吉台国定公園（秋吉台秋芳洞）
- 西中国山地国定公園（寂地峡竜頭の滝）

#### ラムサール条約登録地域
- 秋吉台地下水系

#### 県立自然公園
- 長門峡県立自然公園
- 羅漢山県立自然公園
- 石城山県立自然公園
- 豊田県立自然公園

#### 県立都市公園
- 維新百年記念公園
- 山口きらら博記念公園
- 片添ヶ浜海浜公園
- 萩ウェルネスパーク
- 亀山公園

- 維新百年記念公園
- 山口きらら博記念公園
- 片添ヶ浜海浜公園
- 亀山公園

#### 大型公園・動物園・植物園・遊園地
大型公園
動物園・植物園・遊園地
- 周南市徳山動物園
- 秋吉台サファリランド
- ときわ公園
- 緑と花と彫刻の博物館
- はい!からっと横丁

- 吉香公園
- みもすそ川公園
- 周南市徳山動物園
- はい!からっと横丁

#### 恋人の聖地
- 海峡ゆめタワー

- 海峡ゆめタワー

### 祭事・行事
- 山口三大祭
  - 山口祇園祭
  - 山口天神祭
  - 山口七夕ちょうちんまつり
- 萩夏まつり
- 油谷夏まつり
- 笑い講
- 新川市まつり
- 宇部市花火大会
- UBEビエンナーレ
- 関門海峡花火大会
- 岩国行波の神舞（重要無形民俗文化財）

- 新川市まつり
- 関門海峡花火大会

## 地域別

### 周防

#### 岩国・柳井
- 岩国市 - 錦帯橋、岩国城・岩国城ロープウエー、白崎八幡宮、白蛇資料館・白蛇神社、地底王国美川ムーバレー、吉香公園（岩国シロヘビの館、香川家長屋門、旧目加田家住宅など）、道の駅ピュアラインにしき、錦川清流線・とことこトレイン、錦帯橋温泉、烏帽子岳 (岩国市・周南市)、佐々木小次郎像、広島東洋カープ由宇練習場、柏原美術館（旧岩国美術館）、白滝山、潮風公園みなとオアシスゆう、観音水車でかまるくん、寂地峡、岩国行波の神舞
- 和木町 - 蜂ヶ峯総合公園
- 柳井市 - 大島大橋、やまぐちフラワーランド、果子乃季本社工場、柳井市古市金屋伝統的建造物群保存地区、甘露醤油記念館、柳井ウェルネスパーク
- 周防大島町 - 片添ヶ浜海浜公園、松尾寺、道の駅サザンセトとうわ、なぎさ水族館、陸奥記念館、日本ハワイ移民資料館、星野哲郎記念館

- 岩国城
- 寂地峡竜尾の滝
- やまぐちフラワーランド
- 日本ハワイ移民資料館

#### 周南
- 周南市 - 道の駅ソレーネ周南、周南市徳山動物園、湯野温泉、回天記念館、金峰山、石船温泉、永源山公園、漢陽寺
- 下松市 - 笠戸島と笠戸大橋、くだまつ健康パーク、鶴ヶ浜温泉
- 光市 - 伊藤公記念公園、室積海岸、冠山総合公園、虹ヶ浜海水浴場、夕日の滝
- 平生町 - 大星山
- 田布施町 - 馬島
- 上関町 - 西方寺、四階楼

- 永源山公園
- 湯野温泉
- 虹ヶ浜海水浴場
- 笠戸大橋

#### 山口・防府
- 山口市 - 国宝瑠璃光寺、湯田温泉、道の駅願成就温泉、龍福寺、中原中也記念館、山口サビエル記念聖堂、洞春寺、道の駅長門峡、長門峡、山口県政資料館、維新百年記念公園、山口情報芸術センター、一の坂川、道の駅きらら あじす、山口きらら博記念公園、SLやまぐち号、山口県立美術館、井上公園、常栄寺雪舟庭、道の駅仁保の郷、長寿寺、清水寺、山口大神宮、道の駅あいお、一貫野の藤、徳佐八幡宮、鳴滝、山口県護国神社、中道海水浴場、全日本実業団ハーフマラソン、青空天国いこいの広場、山口祇園祭、山口七夕ちょうちんまつり、えび狩り世界選手権、アートふる山口、山口天神祭、日本のクリスマスは山口から、湯田温泉白狐まつり
- 防府市 - 防府天満宮、毛利氏庭園、護国寺、正福寺、周防国分寺、防府市まちの駅 うめてらす、大平山公園、宇佐八幡宮、玉祖神社、向島、野島、三田尻塩田記念産業公園、防府読売マラソン、笑い講

- 山口サビエル記念聖堂
- SLやまぐち号
- 一の坂川
- 防府天満宮

### 長門

#### 宇部・美祢
- 宇部市 - ときわ公園（ときわ動物園、常盤池、宇部市石炭記念館、緑と花と彫刻の博物館など）、くすくすの湯、山口宇部空港、宇部市渡辺翁記念会館、新川市まつり、宇部市花火大会、UBEビエンナーレ
- 山陽小野田市 - 天然温泉みちしお、竜王山、焼野海岸、江汐公園
- 美祢市 - 秋吉台（秋芳洞、景清洞、大正洞など）、秋吉台サファリランド、別府弁天池、道の駅みとう、道の駅おふく、白糸の滝

- 宇部市渡辺翁記念会館
- 焼野海岸
- 秋吉台サファリランド

#### 下関
- 下関市 - 角島（角島大橋、角島灯台、角島大浜海水浴場など）、下関市立しものせき水族館（海響館）、関門海峡（関門人道トンネル、関門橋、関門海峡クルージングなど）、道の駅北浦街道 豊北、赤間神宮、カモンワーフ、海峡ゆめタワー、一の俣温泉、城下町長府（長府毛利邸、国宝功山寺、忌宮神社、長府庭園、乃木神社など）、道の駅蛍街道西ノ市、国宝住吉神社本殿、春帆楼・日清講和記念館、リフレッシュパーク豊浦、厳島神社、福徳稲荷神社、菊川温泉、はい!からっと横丁、壇之浦パーキングエリア、亀山八幡宮、火の山・下関市火の山パークウェイ、下関市立美術館、みもすそ川公園・壇ノ浦古戦場、道の駅きくがわ、巌流島、唐戸レトロ（旧下関英国領事館、旧秋田商会ビル、下関南部町郵便局など）、毘沙ノ鼻、二見夫婦岩、日和山公園、海峡メッセ下関、大歳神社、鬼ヶ城、川棚温泉、東行庵、国道191号、法輪寺、白滝山、歌野川ダム、華山、滝部温泉、唐戸市場、維新・海峡ウォーク、関門海峡花火大会、下関海響マラソン

- 赤間神宮
- 唐戸市場
- しものせき水族館 海響館
- 角島大橋

#### 長北
- 萩市 - 道の駅萩しーまーと、萩城跡と城下の町並み（重伝建「堀内地区」・「平安古地区」・「浜崎」、指月山、菊屋横丁、木戸孝允旧宅、高杉晋作生誕地、円政寺など）、松下村塾、須佐ホルンフェルス、道の駅萩往還、萩博物館、恵美須ヶ鼻造船所跡、東光寺、松陰神社・吉田松陰歴史館、明倫館、吉田松陰幽囚ノ旧宅、萩反射炉、伊藤博文旧宅、菊ヶ浜海水浴場、明神池、萩駅駅舎、萩本陣温泉、笠山、住吉神社、山口県立萩美術館・浦上記念館、大照院、旧周布家長屋門、桂太郎旧宅、大板山たたら製鉄遺跡、萩夏まつり、維新の里 萩城下町マラソン
- 阿武町 - 道の駅阿武町、大覚寺、惣郷川橋梁
- 長門市 - 元乃隅神社、千畳敷、名勝青海島、竜宮の潮吹き、俵山温泉、金子みすゞ記念館、大寧寺、長門湯本温泉、香月泰男美術館、道の駅センザキッチン、東後畑の棚田、油谷湾温泉、能満寺、黄波戸温泉、二尊院、みすゞ通り、大浜海水浴場、菅無田公園、八坂神社、麻羅観音、油谷夏まつり

- 松陰神社
- 須佐ホルンフェルス
- 元乃隅神社